# 2005 في التشيك
فيما يلي قوائم الأحداث التي وقعت خلال عام 2005 في التشيك.

## رياضة
- 1 يناير – بطولة أمم أوروبا داخل الصالات 2005 الفائز منتخب إسبانيا لكرة الصالات.
- 1 يناير – جائزة التشيك الكبرى للدراجات النارية 2005

## أفلام
من الأفلام التي صدرت هذه السنة في التشيك:
- 15 سبتمبر – شيء مثل السعادة من إخراج Bohdan Sláma [الإنجليزية]‏.
- 20 أكتوبر – هلاك من إخراج Andrzej Bartkowiak [الإنجليزية]‏.

## وفيات

### مارس
- 4 مارس – يان كاسبر (مواليد 1932) لاعب هوكي جليد تشيكي.
- 9 مارس – جانيت شميد (مواليد 1924) موسيقية تشيكية.

### أبريل
- 17 أبريل – بيفل بيرجمان (مواليد 1930) مؤرخ تشيكي.

### مايو
- 29 مايو – سفاتوبلوك بلوسكال (مواليد 1930) لاعب كرة قدم تشيكي.

### نوفمبر
- 4 نوفمبر – بوهوميل غريغور (مواليد 1926) موزع تشيكي.